# 三田杏
三田杏（日语：三田杏，英文名：Mita An，1999年2月6日—），日本AV女優。所屬事務所是ライフプロモーション。
現在改名為「川田美晴（川田みはる，かわだ みはる）」。

## 經歷
2017年11月2日作為SOD的企劃，「SOD star」連續3個月出道作的第2彈。「三田杏 AV Debut」為出道作。
2018年2月被提名DMM成人獎的最優秀新人賞、同年3月獲得SOD AWARD2018的新人女優賞。
2018年5月從SOD star畢業。
2019年1月31日在Twitter上宣布引退。當日帳號就被刪除，個人資料也被事務所網站移除。
同年5月13日以「川田美晴」回歸AV女優。
2020年9月9日在Instagram上發表「AV人生終了のお知らせ」。

## 人物
父母在3歲時離婚。
興趣是與狗玩耍。
擅長料理，尤其是煮南瓜。
初體驗是17歲。

## 外部連結
- SODstarメンバー紹介！！ （页面存档备份，存于）
- 川田みはる的X（前Twitter）
- 川田みはる的Instagram帳戶